# Heroe, egregio, douto, peregrino

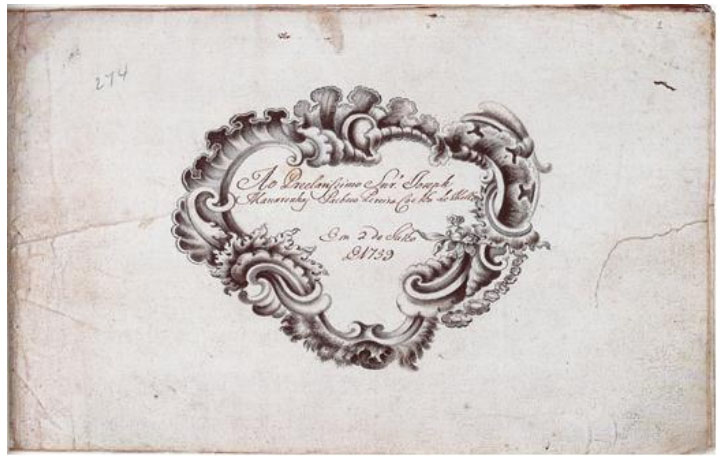
Frontispice de l'édition de 1759 du Cantata Acadêmica.

Heroe, egregio, douto, peregrino (Héros, distingué, érudit, pèlerin), également appelée Cantata Acadêmica ou Recitativo e Ária para José Mascarenhas, composé en 1759 sous forme d'un récitatif et d'une aria da capo, est le plus ancien morceau de musique vocale profane avec un texte en portugais retrouvé au Brésil.

## Histoire
Jusqu'à la fin du XVIIIe siècle, la musique brésilienne est principalement d'ordre religieux. Les formes de musique sacrée cultivées au Brésil étaient équivalentes à celles d'Europe : messes, litanies, motets, psaumes, répons, hymnes, entre autres, et avaient, comme les autres arts baroques, un caractère fonctionnel : elles visaient à stimuler la dévotion des fidèles, et constituaient un élément catalyseur et évocateur important dans un culte ritualisé et spectaculaire, se déroulant dans le cadre somptueux des églises ou dans les festivités colorées et animées en plein air.
À la fin du XVIIIe siècle, il y avait plus de musiciens actifs dans la colonie qu'au Portugal, ce qui témoigne de l'intensité de la pratique développée au Brésil,.
La chanson a été composée en 1759 par un compositeur inconnu, quoique parfois attribuée au Père Caetano de Melo de Jesus (pt), maître de la chapelle de la cathédrale de Salvador (pt) ; il s'agit donc du plus ancien morceau de musique vocale profane avec un texte en portugais retrouvé au Brésil,.
Malgré le nom tel qu'il est connu, la structure de la cantate traditionnelle ne contient qu'un fragment, étant composée uniquement d'un récitatif et d'une aria da capo. Son livret salue dans une rhétorique typiquement baroque le magistrat portugais José Mascarenhas Pacheco Pereira Coelho de Melo (pt), l'un des fondateurs de l'Académie brésilienne des Renés (pt) et membre du Conseil d'outre-mer (pt), et déplore les difficultés qu'il a rencontrées dans la colonie brésilienne. Mascarenhas, alors à Salvador, capitale de Bahia, était tombé malade et la musique, présentée à l'Académie le 2 juillet de la même année, célébrait son rétablissement,. Le morceau est joué en public le 2 juillet 1759.

## Source
La seule source manuscrite de ce travail a été acquise par Alberto Frederico de Morais Lamego (1870-1951) dans une circonstance et un lieu inconnus et a été publiée pour la première fois dans son livre de 1923 A Academia Brazilica dos Renascidos, à travers des fac-similés de la couverture et de chaque partie de la Voz, ainsi que des informations historiques sur l'œuvre. Cette source, ainsi que toute la collection Lamego, a été acquise en 1935 par le gouvernement de l'État de São Paulo (après examen par Mário de Andrade) et recueillie auprès de l'Université de São Paulo, après avoir été transférée à l'Instituto de Estudos Brasileiros (pt) en 1968, où il en est aujourd'hui. En 1954, Joaquim Brás Ribeiro reproduit les fac-similés de la page de titre et une partie de la Voz imprimée par Lamego en 1923, dans le chapitre « História e Musicologia » (Histoire et Musicologie) de son livre Capítulos inéditos de história do Brasil (Chapitres inédits de l'histoire brésilienne),.

## Éditions et enregistrements

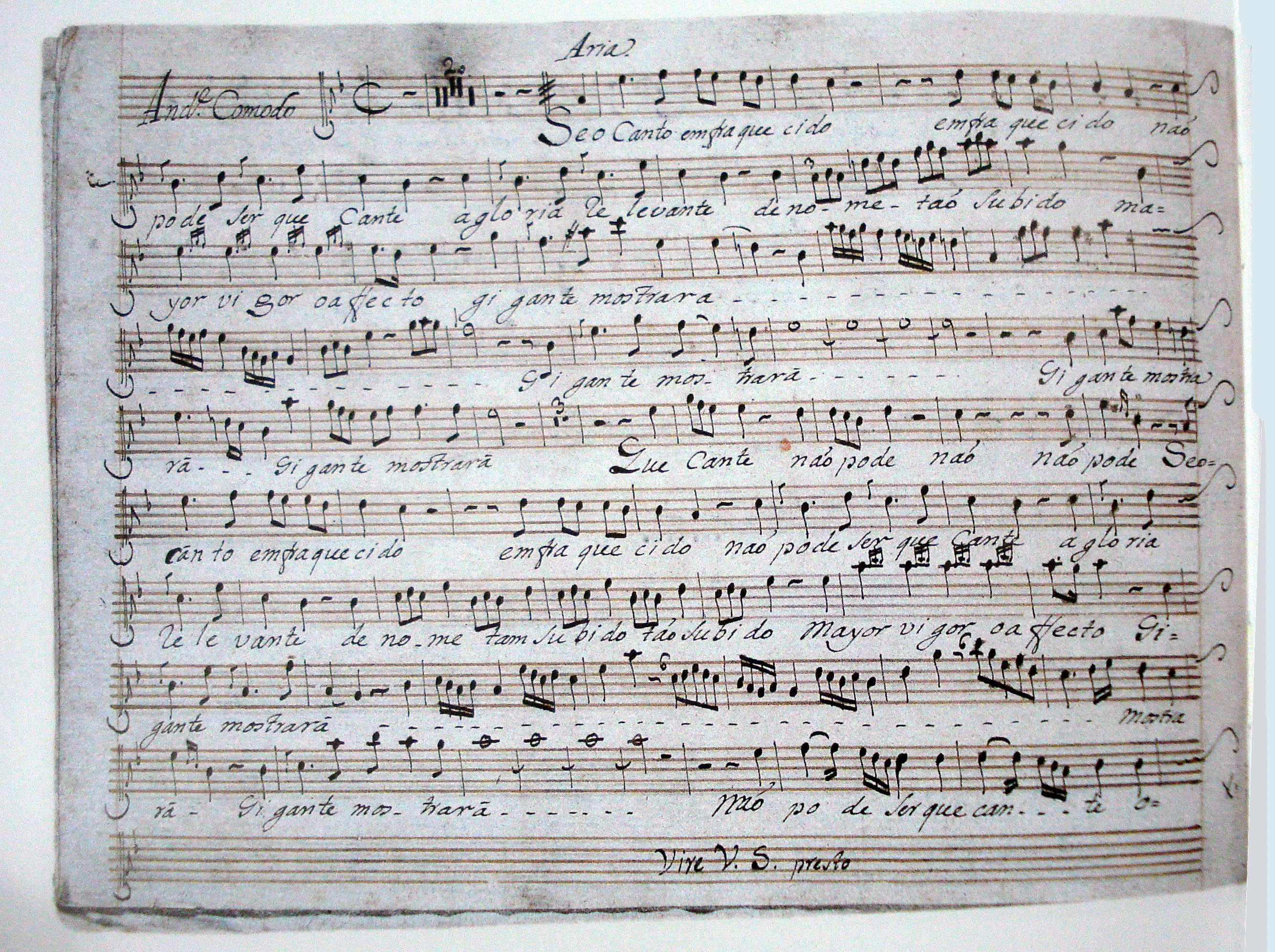
Première page de la partie vocale de l'air.

La première édition de l'œuvre a été réalisée par le musicologue Régis Duprat (pt) en 1965, et son premier enregistrement a été réalisé par le Collegium Musicum da Rádio Ministério da Educação e Cultura (du Ministère de l'Éducation et de la Culture), sous la direction de George Kiszely et avec la soprano Olga Maria Schroeter, suivi de l'enregistrement par l'Orchestre de Chambre de São Paulo, sous la direction d'Olivier Toni et avec la soprano Marília Siegl. Une réimpression de la partition préparée par Duprat a été lancée en 2000, cette fois accompagnée de fac-similés complets. Une nouvelle édition de l'ouvrage, par le musicologue Paulo Castagna (non imprimée), dans laquelle la composition a été désignée cantata acadêmica (cantate académique), en raison de la proximité de son style avec des cas ibéro-américains similaires, a donné lieu à l'enregistrement (en audio et vidéo) réalisé par Ricardo Kanji (pt), avec la soprano Camilla de Falleiro et le groupe Vox Brasiliensis, dans la série História da Música Brasileira (pt), et l'enregistrement réalisé par Edmundo Hora, avec la soprano Elisabeth Ratzendorf et le groupe Armonico Tributo.

## Style
Son style dérive de l'école d'opéra napolitaine, alors en grande vogue au Brésil et utilise habilement la technique baroque de la « peinture des mots », illustration musicale du texte, dans la perspective de la théorie des affects (pt).
Composé pour soprano, deux violons et basse, le récitatif accompagné et l'aria qui suit mettent en lumière certains aspects de la musique dramatique du milieu du XVIIIe siècle à Bahia.

## Texte et musique
Le récitatif décrit de manière solennelle et décisive l'arrivée de Mascarenha dans une fanfare à rythme pointé sur une harmonie statique. Cet exordium jubilatoire en fa majeur conduit à la narratio sur un personnage plus grave (do mineur) lorsque la musique fait allusion à la personnalité éclairée de Mascarenha et à ses actions honorables, atteignant un ton de lamentation troublant (mi bémol majeur), voire de désespoir (mi majeur) pour commenter sa maladie.
À partir de là, la rhétorique autodérisoire du poète fournit la confutatio nécessaire, jusqu'à ce qu'un compromis soit trouvé (peroratio), lorsque le compositeur dépeint la lyre d'Amphion avec des cordes en pizzicato et utilise des passages rapides pour illustrer les élans d'inspiration du poète.
Le texte original du livret, en gardant l'orthographe de l'époque :
| Récitatif |
| --- |
| Heroe, egregio, douto, peregrino, que por impulso de feliz destino nesta cabeça do Orbe Americano peregrino aportaste e o soberano Divino Auctor das cousas vos tem nela porque possais mais tempo esclarecella com vossa presença esclarecida e de vossas acçõens honra subida; E bem que quiz a mísera fortuna que vos fosse molesta e que importuna a hospedagem Senhor desta Bahia sabem os Céos e testemunhas sejão que dela os naturaes só vos desejão faustos annos de vida e Saúde e próspera alegria pela affável Virtude de vossa generoza Urbanidade com que a todos honraes desta cidade; Oh! quem me dera a võz me dera a Lira de Amphiam e de Orfheo que arrebatava os montes e fundava Cidades! pois com ellas erigira hum Templo que service por memória de eterno monumento a vossa glória; Oh! Se também tivera as cem bocas da Fama com que a esfera podesse toda encher do vosso nome, porque a seu cargo a Eternidade o tome! Oh! Se também tivera o canto grave Da Filomela doce, e Cisne suave! Vosso louvor sem pauza cantaria Com clausula melhor, mais harmonia: Mas já que nada tenho para tão relevante desempenho calarey como calão os prudentes por não errar com frazes indecentes, ou, do modo que posso, celebrarey por grande o nome vosso. |
| Aria |
| Se o canto enfraquecido não pode ser que cante a gloria relevante de nome tam subido mayor vigor o affecto gigante mostrará. Pois tendo por objecto heroe de tal grandeza a mesma natureza de grande adquirirá. (Da capo) |